# Cal·lifont de Samos
Cal·lifont (grec antic: Καλλιφῶν, llatí: Calliphon) va ser un pintor grec nascut a l'illa de Samos. La sola obra coneguda és la decoració del temple d'Àrtemis a Efes, segons explica Pausànias.